# Экен
Эке́н (фр. Hecken) — коммуна на северо-востоке Франции в регионе Гранд-Эст (бывший Эльзас — Шампань — Арденны — Лотарингия), департамент Верхний Рейн, округ Альткирш, кантон Мазво. До марта 2015 года коммуна административно входила в состав упразднённого кантона Данмари (округ Альткирш).
Площадь коммуны — 2,45 км², население — 456 человек (2006) с тенденцией к стабилизации: 444 человека (2012), плотность населения — 181,2 чел/км².

## Население
Численность населения коммуны в 2011 году составляла 434 человека, а в 2012 году — 444 человека.
| 1962 | 1968 | 1975 | 1982 | 1990 | 1999 | 2005 | 2006 | 2010 | 2011 | 2012 |
| ---- | ---- | ---- | ---- | ---- | ---- | ---- | ---- | ---- | ---- | ---- |
| 114  | 120  | 153  | 250  | 372  | 402  | 448  | 456  | 433  | 434  | 444  |

Динамика населения:

## Экономика
В 2010 году из 305 человек трудоспособного возраста (от 15 до 64 лет) 228 были экономически активными, 77 — неактивными (показатель активности 74,8 %, в 1999 году — 73,6 %). Из 228 активных трудоспособных жителей работали 215 человек (114 мужчин и 101 женщина), 13 числились безработными (9 мужчин и 4 женщины). Среди 77 трудоспособных неактивных граждан 24 были учениками либо студентами, 29 — пенсионерами, а ещё 24 — были неактивны в силу других причин.
На протяжении 2011 года в коммуне числилось 159 облагаемых налогом домохозяйств, в которых проживало 423 человека. При этом медиана доходов составила 23227 евро на одного налогоплательщика.